# Johann Bock
Johann Bock (ur. 21 czerwca 1638 w Bystrzycy Kłodzkiej, zm. 1688 w Ołomuńcu) – niemiecki duchowny katolicki, uczony, jezuita.

## Życiorys
Urodził się w 1638 roku w Bystrzycy Kłodzkiej. W 1657 roku wstąpił do zakonu jezuitów w Kłodzku, gdzie uzyskał gruntowne wykształcenie w miejscowym Kolegium. po jego ukończeniu został jednym z nauczycieli w swojej szkole, wykładając przez pięć lat nauki humanistyczne, a następnie przez kolejne sześć lat teologię. Potem przeniósł się do Pragi, gdzie objął stanowisko wychowawcy w Cesarskim Konwikcie Jezuickim. Zmarł w 1688 roku w Ołomuńcu. Jest autorem kilku pism filozoficznych i teologicznych.

## Prace
- Compendium philosophiae, 1676, Ołomuniec
- Universam philosophiam ad mentem Aristotelis, 1677, Ołomuniec
- Theologia scholastica ad mentem S. Augustini, 1682, Praga